# Hermann Mandl
Pour les articles homonymes, voir Mandl.
Hermann Mandl (né en 1856 à Vienne, mort le 6 mars 1922 dans la même ville) est un cavalier autrichien de saut d'obstacles.

## Biographie
Mandl se rend en Chine dans les années 1870 ; grâce à l'apprentissage des coutumes chinoises et à la maîtrise de cette langue, il réussit à implanter des entreprises européennes et américaines en Chine. En 1880, il crée sa propre société H.Mandl & Co. et représente de grandes entreprises telles que Krupp et Siemens,.
Il participe pour l'Autriche aux Jeux olympiques de 1900 à Paris. Cependant il n'est pas présent dans les registres de temps et de distance aux épreuves équestres de saut d'obstacles, de saut en hauteur et de saut en longueur. Il prend part également aux épreuves combinées de chevaux de selle et d'attelages à quatre chevaux, mais ceux-ci ne sont pas considérés comme des épreuves olympiques.